# Jáquima (equitación)

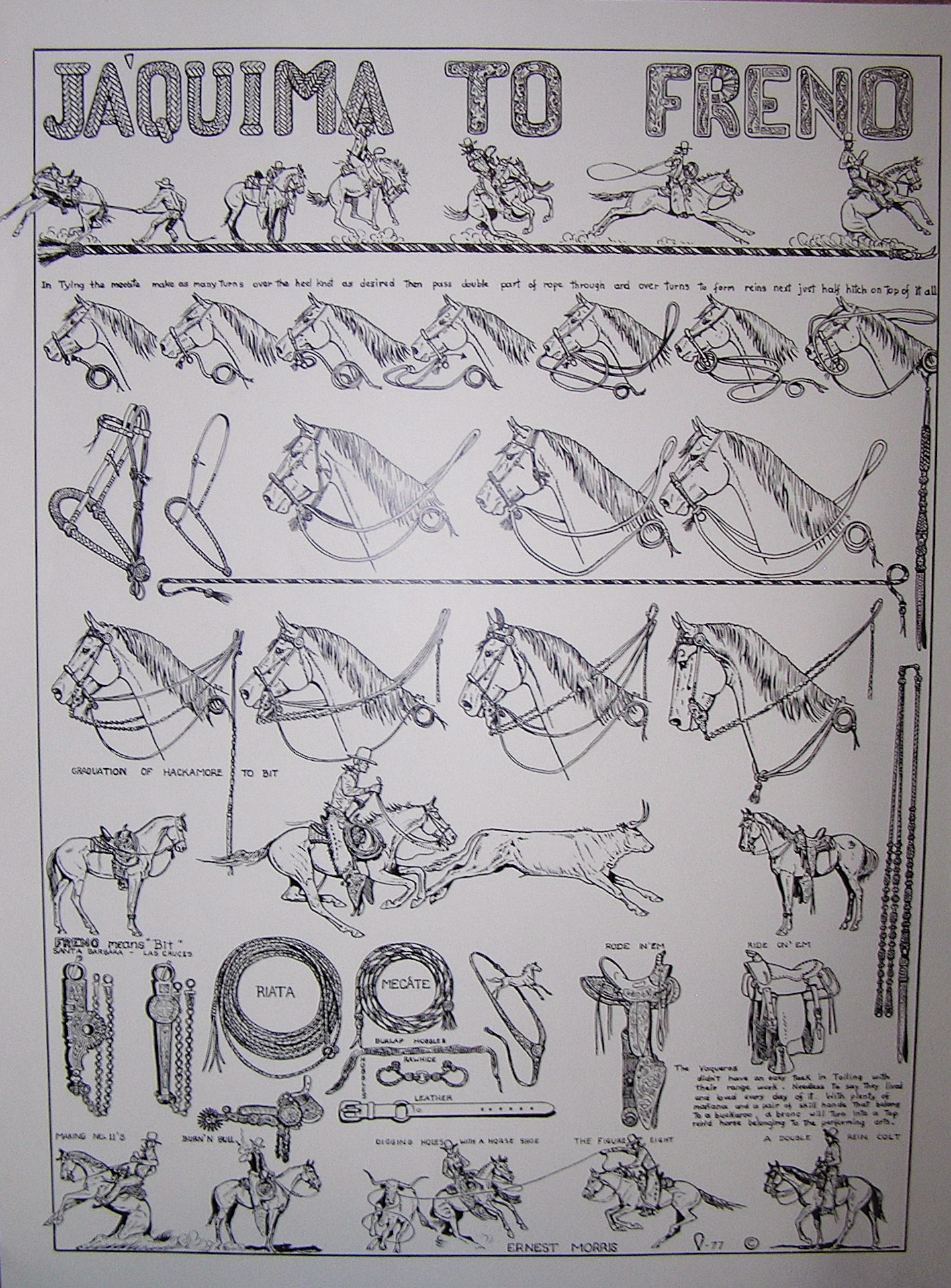

Jáquima (del árabe andalusí šakíma/xaquima (bocado), y este del árabe clásico šakīmah) es la cabezada de cordel, que suple por el cabestro, para atar los caballos y llevarlos.
El arabista, Felipe Maíllo Salgad hace varias alusiones a la palabra jáquima en textos medievales, como el relativo a un incidente sufrido por Abderramán III.
El libro de mediados del siglo XIX, Arte de amansar i domar caballos i mulos: De quitarles sus vicios i darles gracias i habilidades, según el sistema Rarey, hacía estas recomendaciones sobre las jáquimas:
- el mejor material es la suela, hecha de forma que no comprima el hocico del animal, en caso de echarse la jáquima hacia atrás.
- añade que la jáquima ha de ser la llamada de cinco anillos, la cual tiene una correa que pasa por detrás de las orejas y se abrocha en una hebilla en el lado izquierdo. La correa que forma el bozal ha de abrocharse en el mismo lado. Con este tipo de jáquima es más fácil enjaquimar a un potro.
- advierte de no emplearla en un animal chúcaro por la dificultad de su doma, que podría acarrearle un accidente, si cabeceara, saltara, tirara de ella y se enredara le dolería el hocico y podría caerse. Además, si se ha acostumbrar a tirar de la jáquima no sería fácil de amansar.

## Colocación
Una vez se ha logrado amansar un poco al potro, se toma la jáquima con la mano izquierda y, a la vez que con la derecha extendida se le acaricia el cuello con la punta del chicotillo. Si se inclina para retirar la cabeza se le pone la punta del ronzal en el cuello, se deja caer el chicotillo y se tira con suavidad para que el potro ceda. Entonces se toma con la mano derecha la parte de la jáquima que pasa por encima de la cabeza, se pasa primero por debajo del pescuezo y luego por encima de la crin, abrochándola en la hebilla. A continuación se toma la correa que forma el bozal, la cual se pasa por debajo primero y por encima del hocico, seguidamente, y se abrocha en la hebilla que hay a tal efecto. Mediante ese método se consigue enjaquimarlo con poco esfuerzo.